# John Moolachira
John Moolachira (ur. 14 grudnia 1951 w Puthusserykadavu) – indyjski duchowny katolicki, arcybiskup Guwahati od 2012.

## Życiorys

### Prezbiterat
Święcenia kapłańskie otrzymał 23 października 1978 i został inkardynowany do diecezji Tezpur. Po święceniach przez kilkanaście lat pracował w stolicy diecezji, gdzie pełnił funkcje wicerektora i rektora niższego seminarium oraz dyrektora miejscowej szkoły katolickiej. W 1996 mianowany proboszczem w Udalguri. W latach 2005–2007 doktoryzował się w Rzymie z zakresu teologii ekumenizmu.

### Episkopat
14 lutego 2007 został mianowany biskupem diecezji Diphu. Sakry biskupiej udzielił mu 15 kwietnia 2007 ówczesny arcybiskup Guwahati - Thomas Menamparampil.
9 kwietnia 2011 papież Benedykt XVI mianował go arcybiskupem koadiutorem Guwahati. Rządy w diecezji objął 18 stycznia 2012 po przejściu poprzednika na emeryturę.